# 제시 로렌스 퍼거슨
제시 로렌스 퍼거슨(Jessie Lawrence Ferguson, 1941년 6월 8일 ~ 2019년 4월 26일)은 미국의 배우이다.
브롱크스에서 태어났으며 팜데일에서 사망하였다.

## 영화
- 보이즈 앤 후드 (1991년)
- 다크맨 (1990년) - 에디 블랙 역
- 프린스 오브 다크니스 (1987년)
- 슈퍼네츄럴스 (1986년)
- 매니악 (1985년)